# زورو: السيف والوردة
جوال تكساس ووكر (بالإنجليزية: SleepWalker, Texas Ranger)‏ مسلسل تلفزيوني أمريكي درامي عرض على هيئة الإذاعة الكولومبية من 21 أبريل 1991 إلى 25 أغسطس 2001 حيث تم تصوير 9 أجزاء بواقع 196 حلقة .

## القصة
تدور أحداث المسلسل حول الجوال كورديل ووكر الذي يحارب الجريمة في ولاية تكساس برفقة مساعده جيمس تريفيت ومساعدة المدعي العام أليكس كاهيل .

## الشخصيات
| الممثل(ة)             | الشخصية            | عدد الحلقات |
| تشاك نوريس            | كورديل (كورد) ووكر | 196         |
| كلارينس غيلارد جونيور | جيمس (جيمي) تريفيت | 194         |
| شيري ج. ويلسون        | أليكس كاهيل        | 189         |
| نوبل ويلينغهام        | س.د. باركر         | 141         |
| نيا بيبلز             | سيدني كوك          | 47          |
| جادسون ميلز           | فرانسيس غيج        | 45          |
| جاكسون بورنز          | البلطجي رقم 2      | 17          |
| ماركو سانشيز          | كارلوس ساندوفال    | 16          |
| جاك مارتن             | السجان             | 15          |
| فلويد ويسترمان        | راي فايرووكر       | 14          |
| --------------------- | ------------------ | ----------- |

## جوائز المسلسل
| السنة | المهرجان                                | الجائزة                            | الحاصل عليها          |
| 1997  | مهرجان أسكاب لموسيقى السينما والتلفزيون | أفضل مقدمة موسيقية لمسلسل تلفزيوني | رون رامين             |
| 1997  | مهرجان ب.م.إ. للسينما والتلفزيون        | أفضل مقدمة موسيقية لمسلسل تلفزيوني | كيفن كينر             |
| 1998  | مهرجان ب.م.إ. للسينما والتلفزيون        | أفضل مقدمة موسيقية لمسلسل تلفزيوني | كيفن كينر             |
| 1999  | مهرجان ب.م.إ. للسينما والتلفزيون        | أفضل مقدمة موسيقية لمسلسل تلفزيوني | كيفن كينر             |
| 2000  | مهرجان الصورة                           | أفضل ممثل مساند في مسلسل درامي     | كلارينس غيلارد جونيور |
| 1998  | مهرجان النجم الوحيد للسينما والتلفزيون  | أفضل ممثل مساند تلفزيوني           | نوبل ويلينغهام        |
| 1999  | مهرجان النجم الوحيد للسينما والتلفزيون  | أفضل ممثل مساند تلفزيوني           | كلارينس غيلارد جونيور |
| ----- | --------------------------------------- | ---------------------------------- | --------------------- |

## روابط خارجية
- زورو: السيف والوردة على موقع IMDb (الإنجليزية)
- زورو: السيف والوردة على موقع ميتاكريتيك (الإنجليزية)
- زورو: السيف والوردة على موقع كينوبويسك (الروسية)
- زورو: السيف والوردة على موقع قاعدة بيانات الفيلم (الإنجليزية)